# Gastrotheca christiani
Gastrotheca christiani är en groddjursart som beskrevs av Laurent 1967. Gastrotheca christiani ingår i släktet Gastrotheca och familjen Hemiphractidae. IUCN kategoriserar arten globalt som starkt hotad. Inga underarter finns listade i Catalogue of Life.